# Кутлуг Мурад-хан
Кутлуг Мурад-хан (1837—1855), годы правления 1855, девятый правитель из узбекской династии кунгратов в Хивинском ханстве.
В августе 1855 года после трагической гибели Абдулла-хана (1855) к власти в Хивинском ханстве пришел его 18-летний брат Кутлуг Мурад-хан.
При кратковременном правлении Кутлуг Мурад-хана происходила ожесточенная борьба с кочевыми племенами.

## Смерть
Кутлуг-Мурад, правитель Кунградского владения в Хивинском ханстве, был убит в 1858 году в результате заговора, организованного недовольными местными жителями. Заговор возглавили Мухаммед-Фена и Кулман-бий, которые стремились свергнуть жестокого правителя и отделить Кунград от Хивы.

### Планирование заговора
Заговорщики планировали убить Кутлуг-Мурада, воспользовавшись его посещением Кунграда для осмотра восстановления стен крепости. Они пригласили его под предлогом проверки работ, организованных «строителем домов» (жай устасы). На мосту перед въездом в город его должны были встретить Мухаммед-Фена и Кулман-бий, чтобы начать разговор и осуществить задуманное.

### Разговор перед убийством
Когда Кутлуг-Мурад прибыл на место, Кулман-бий начал жаловаться на тяжелое положение народа, особенно на непосильные налоги. Кутлуг-Мурад, известный своей жестокостью, ответил: 
> «Да мне какое дело, нечем платить? Ну продавайте ваших детей!»
Это высказывание вызвало возмущение. Кулман-бий воскликнул: 
> «Как, нам продавать наших детей!»

### Убийство
В этот момент заговорщики напали на Кутлуг-Мурада и убили его. После убийства они бросились в город, убили шестерых хивинских таможенных чиновников и сборщиков податей, а Мухаммед-Фена был провозглашен правителем Кунграда. Заговорщики также привлекли на свою сторону туркменских феодалов, чтобы укрепить свою власть.